# Râul Suciu
Râul Suciu este un curs de apă, în județul Maramureș, afluent al râului Lăpuș. Cursul superior al râului mai este cunoscut și sub denumirea Râul Groși, Râul Minghet sau Râul Jijia.

## Hărți
- Harta județului Maramureș
- Harta muntii Gutâi  Arhivat în 4 martie 2016, la Wayback Machine.
- Harta zonei turistice Budești-Băiuț
- Harta munții Lăpuș [nefuncțională]